# Nina Corti

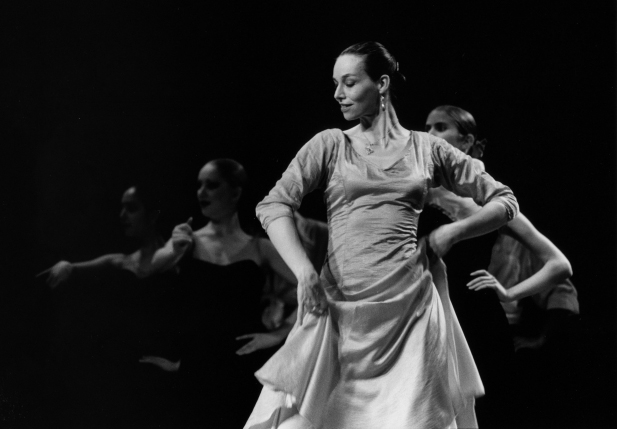
Nina Corti (1999), Foto: Monica Boirar

Nina Corti (* 3. August 1953 in Zürich) ist eine Schweizer Flamenco-Tänzerin.

## Leben
Sie ist die Tochter eines italienisch-spanischen Vaters und einer russisch-polnischen Mutter und wuchs in einer von Musik geprägten Familie als einziges Mädchen neben zwei Brüdern auf. Ihr Vater, Ottavio Corti, war Solist des Tonhalle-Orchesters Zürich, ihre Mutter ebenfalls Künstlerin.
Ihr älterer Bruder Daniel Corti war Bratschist.
Nach einer Ausbildung zur Goldschmiedin erhielt sie von der Stadt Zürich ein Stipendium, das es ihr ermöglichte, für vier Jahre in Madrid und Sevilla klassischen spanischen Tanz und Flamenco zu studieren.
Danach war sie Teil der Ensembles berühmter spanischer Flamencovirtuosen wie zum Beispiel Pepe Habichuela, Enrique Morente, die Ketamas, Guadiana, Manitas de Plata und Pepe Justicia. Mit den Gipsy Kings hatte sie gemeinsame Auftritte. Sie trat unter anderem in der Semperoper, im Wiener Musikvereinssaal und in der Royal Albert Hall auf.
Neben ihren Auftritten gibt sie als Dozentin und Choreographin  ihr Wissen weiter. Sie leitet seit 2012 das Programm "Musica y Danza", wo sie Choreographien zusammen mit inspirierten Tänzern aus den Sparten Klassisch Spanischer Tanz, Kastagnettentechnik wie auch Flamencotanz erarbeitet.
Im Jahr 2007 durfte sie für die Schweizerische Post eine Briefmarke gestalten. Die 85-Rappen-Sondermarke zeigt eine gezeichnete Flamencotänzerin. Die Marke trägt den Titel Der Tanz. Corti ist die erste weibliche Prominente überhaupt, die für die Schweizerische Post eine Briefmarke gestalten durfte. Zuvor wurde dem Komiker Emil Steinberger, dem Musiker Stephan Eicher und dem Clown-Künstler Dimitri diese Ehre zuteil.

## Diskographie
- Flamenco-Inspiration (1983)
- a mi niño (1985)
- Flamenco 88 (1987)
- Nina Corti und Die Kammermusiker Zürich - Spanish Tales Retold (1987)
- La Quinta (1989) (2001)
- Cadena (1991)
- Encuentros  (1991)
- Luis Pastor - Fidelidad (1992)
- Primavera (1999)